# Борсуки (Колодезька сільська рада)
Борсуки (біл. вёска Барсукі) — село в складі Червенського району Мінської області, Білорусь. Село підпорядковане Колодезькій сільській раді, розташоване в центральній частині області.